# 熱田神宮公園野球場
熱田神宮公園野球場（あつたじんぐうこうえんやきゅうじょう）は、愛知県名古屋市熱田区の熱田神宮公園内にある野球場である。

## 概要

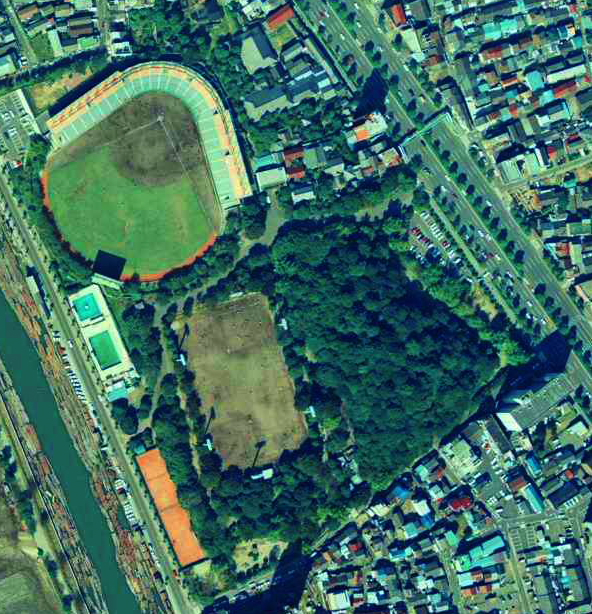
航空写真

熱田神宮宮域整備事業の一環として1950年に建設された野球場で、一般には単に熱田球場と呼ばれる。メインスタンドは1963年に作られ、1986年に改築を受けている。
愛知県の高校野球の聖地として全国高等学校野球選手権愛知大会の決勝が開かれるなど、親しまれていた。2021年現在は、主に岡崎市民球場で決勝が開催されている。
2008年は高校野球選手権西愛知大会の準決勝と決勝でも使用されたが、2018年は東愛知大会同様、岡崎市民球場で行われた。
2018年4月1日より名古屋市熱田区に本社を置く愛知時計電機が施設命名権を取得し、「熱田愛知時計120スタジアム」の名称がつけられた。120は「いちにいまる」と呼び、2018年に愛知時計が創立120周年を迎えるため付けられた。期間は3年間で、使用料は税別120万円。2021年4月1日と2024年4月1日にそれぞれ3年間の契約が更新されている。
なお「熱田神宮」の名前がついているが神宮の敷地内にはなく、約1,000m離れた神宮公園内にある。公園内には国の史跡に指定されている断夫山古墳などがある。

## 敷地規模

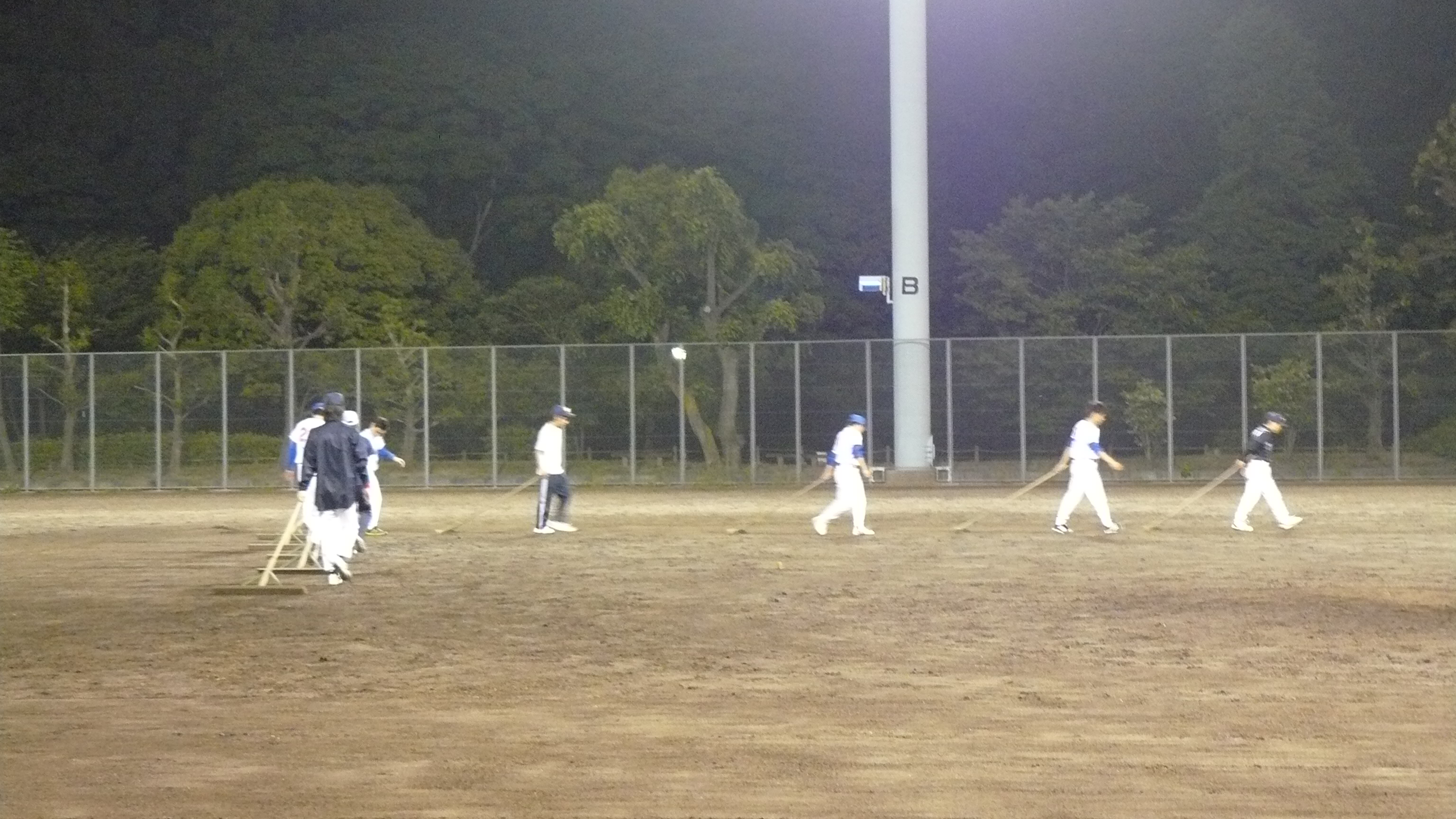
グラウンド

熱田神宮公園は都心の住宅街にあり　その中に断夫山古墳・野球場・グラウンドが配置されているため、野球場の施設面積は狭い。野球場の一塁側及びネット裏あたりは民家や寺院に接しているため飛球防止ネットが設置され、三塁側も他のグラウンドへの飛球防止のためネットが設置されている。また、外野方向は堀川の土手になるためグラウンドやスタンドの拡張は困難と考えられる。

## 設備概要
ネット裏席・内野席は全てベンチシートで、外野席には芝生が敷設してある。
スコアボードは、得点とBSO及び選手名表示が可能だが、選手名のみ手書きとなる。
ちなみにこの球場ではストライクを緑色のランプで、ボールを黄色のランプで表示している（アウトは赤のランプ）。

## エピソード
1983年の夏の甲子園愛知大会決勝が同球場で行われたが、全国屈指の好カードとされた、大会ナンバーワン右腕•野中徹博を擁する中京高等学校と、同年春の甲子園で、11打席連続出塁の大会記録を樹立した屈指の強打者•藤王康晴を擁する享栄高等学校の対決であった。超高校級同士の対決を観戦するために、地方大会にも関わらず、早朝から高校野球ファンが全国から駆けつけ、試合前からスタンドは満員札止めとなるなど異例の盛り上がりを見せた。
プロ野球で同球場が使用された例は少ないが、1986年に中日ドラゴンズのファン感謝デー会場に使われたことがある（同年オフにナゴヤ球場の改装工事が行われたため）。
1987年も、ナゴヤ球場の改装工事が同年3月までかかったため、中日ドラゴンズの代替本拠地としてオープン戦が開催された。
2023年は中日ドラゴンズが秋季キャンプで使用した。

## 交通手段
- 名古屋市営地下鉄名城線・西高蔵駅下車 徒歩で約5分。
- 名古屋市営地下鉄名港線・日比野駅下車 徒歩で約15分。

## 駐車場
公園利用者用、および野球場専用の駐車場が利用でき、約90台が駐車できる。